# 대하 (생물)
대하(大蝦)는 보리새우과의 갑각류이다. 왕새우 또는 큰새우로도 불린다.  ‘대하’, ‘왕새우’, ‘큰새우’라는 명칭은 수상새아목에 속하는 대형 갑각류를 가리키는 말로 쓰이기도 한다.

## 개요
주 분포지역은 한반도의 서해안과 중국의 온대, 아열대 지역과 보하이 만 지역이며, 한반도의 남해안 및 동해남부 지역에도 적은 수의 대하가 서식하기도 한다. 20~30cm까지 자라 '왕새우' 또는 '큰새우'라고도 불린다. 서해안에서 자생하는 80여 종의 새우 중 가장 크다.
한국에서 대하의 제철은 3~4월, 8~11월이다. 한국에서는 충청남도 홍성군 남당항과 태안군 안면읍 백사장항이 대하 산지로 유명하다.
주로 대하회, 소금구이, 튀김, 찜 등으로 요리해서 먹는다.

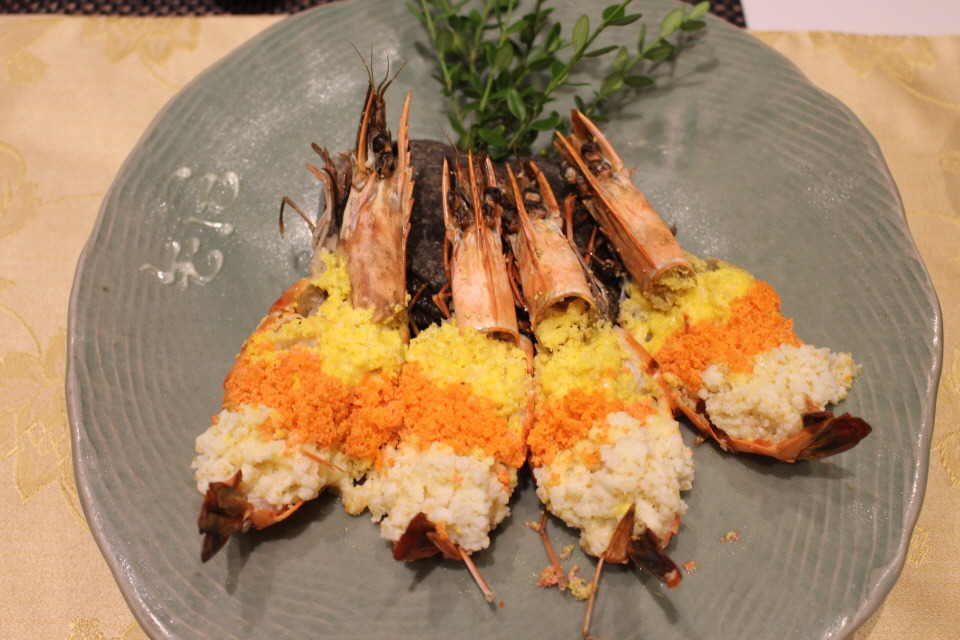
대하찜

## 참고 자료
- 대하 보관됨 2021-05-29 - 웨이백 머신 - 수산생명자원정보센터 유전정보